# Klasztor Stawronikita

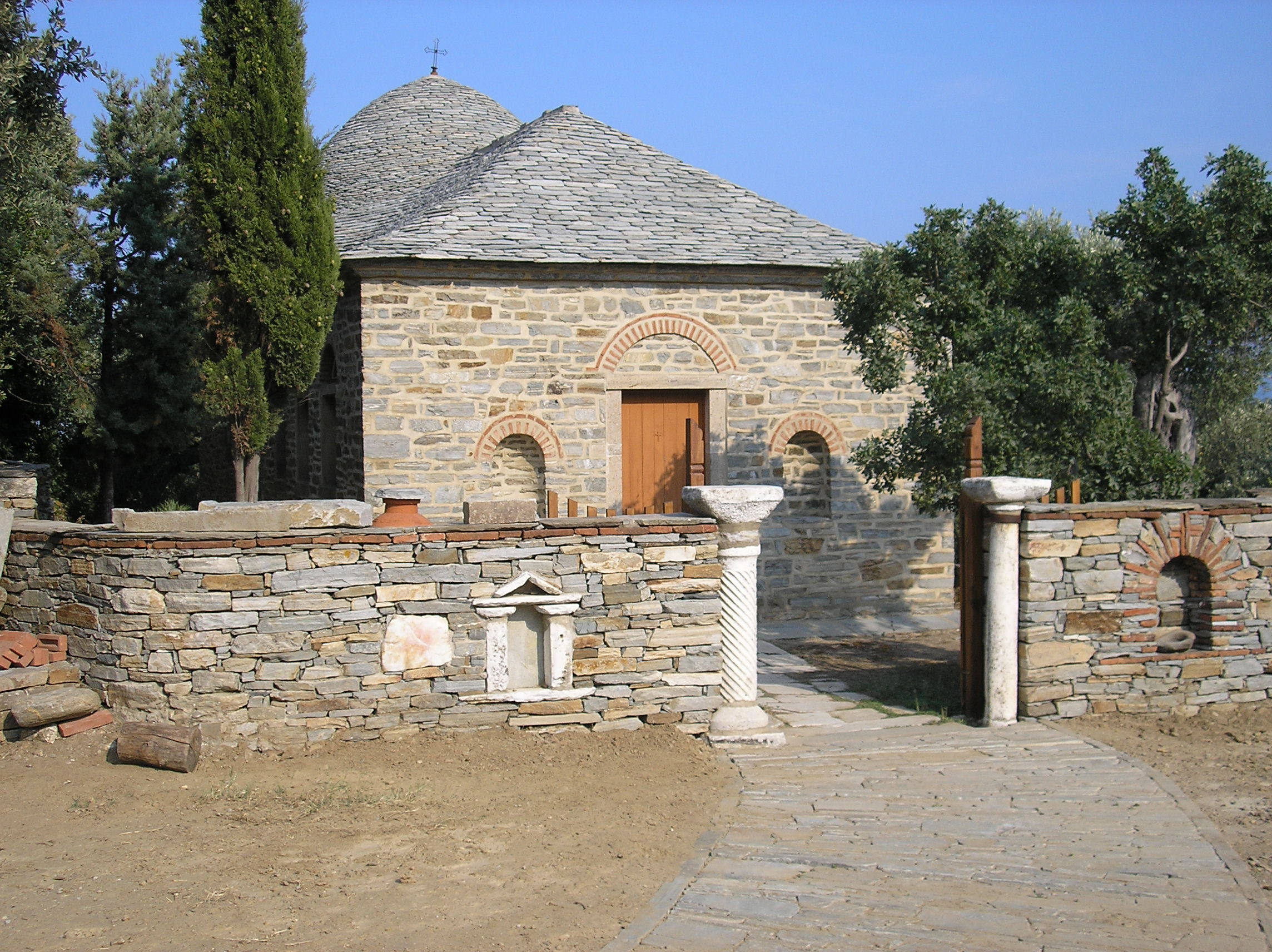
Kaplica św. Demetriusza, zbudowana w 1770

Klasztor Stawronikita (grec. Μονή Σταυρονικήτα) – jeden z klasztorów na Górze Athos. Położony jest we wschodniej części półwyspu. Położony jest pomiędzy klasztorami Iviron i Pantokratoros. Zajmuje piętnaste miejsce w atoskiej hierarchii. Klasztor zbudowany został na początku X wieku. Klasztor poświęcony został św. Mikołajowi Cudotwórcy. 
W bibliotece klasztoru przechowywanych jest 171 rękopisów, spośród których 58 pisanych jest na pergaminie i około 2500 drukowanych ksiąg. 
W klasztorze mieszka dziś około 30 mnichów. 

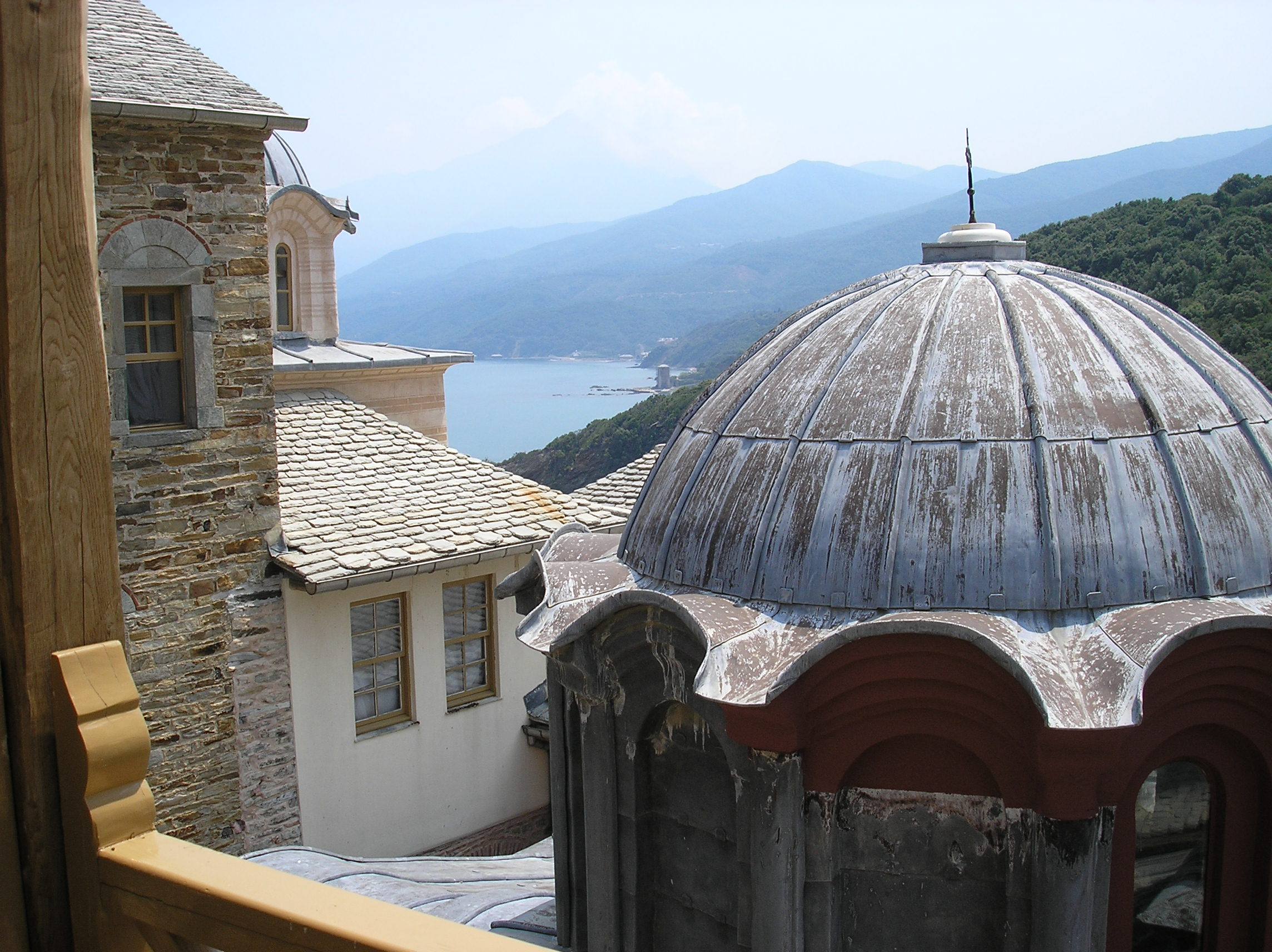
Widok z wewnętrznego dziedzińca klasztoru. W tle szczyt Góry Athos